# Daphne rosmarinifolia
Daphne rosmarinifolia är en tibastväxtart som beskrevs av Alfred Rehder. Daphne rosmarinifolia ingår i släktet tibaster, och familjen tibastväxter. Inga underarter finns listade i Catalogue of Life.